# سوسک‌های مته‌ای
سوسک‌های مته‌ای (نام علمی: Bostrichidae) نام یک تیره از بالاخانواده مته‌سوسک‌واران است.